# 山科警察署
山科警察署（やましなけいさつしょ）は、京都府警察が管轄する警察署の一つである。署長の階級は警視。

## 所在地
- 京都市山科区大宅神納町167番地

## 管轄区域
- 京都市山科区
- 京都市伏見区のうち
  - 醍醐新町裏町
  - 醍醐東大路町
  - 醍醐中山町
  - 醍醐西大路町
  - 醍醐平松町
  - 醍醐川久保町
  - 醍醐北西裏町
  - 醍醐折戸町
  - 醍醐大構町
  - 醍醐池田町
  - 醍醐御園尾町
  - 醍醐僧尊坊町
  - 醍醐南西裏町
  - 醍醐多近田町
  - 醍醐江奈志町
  - 醍醐鍵尾町
  - 醍醐合場町
  - 醍醐高畑町
  - 醍醐新開
  - 醍醐和泉町
  - 醍醐御霊ケ下町
  - 醍醐上山田
  - 小栗栖小坂町
  - 小栗栖山口町
  - 小栗栖石川町
  - 小栗栖森本町
  - 小栗栖南後藤町
  - 小栗栖中山田町
  - 小栗栖牛ケ淵町
  - 小栗栖西谷町
  - 小栗栖北谷町
  - 小栗栖鉢伏
  - 小栗栖西ノ峯
  - 小栗栖森ケ淵町
  - 小栗栖岩ケ淵町
  - 小栗栖丸山
  - 小栗栖北後藤町
  - 醍醐片山町
  - 醍醐御陵東裏町
  - 醍醐御陵西裏町
  - 醍醐赤間南裏町
  - 醍醐上ノ山町
  - 醍醐内ケ井戸
  - 醍醐狭間
  - 醍醐御所之内町
  - 醍醐連蔵
  - 醍醐山ケ鼻
  - 醍醐柿原町
  - 醍醐大高町
  - 醍醐大畑町
  - 醍醐廻リ戸町
  - 醍醐古道町
  - 醍醐切レ戸町
  - 醍醐鳥橋町
  - 醍醐京道町
  - 醍醐南谷
  - 醍醐北谷
  - 醍醐醍醐山
  - 醍醐一ノ切町
  - 醍醐二ノ切町
  - 醍醐上端山町
  - 醍醐下端山町
  - 醍醐落保町
  - 醍醐南里町
  - 醍醐槇ノ内町
  - 醍醐岸ノ上町
  - 醍醐一言寺裏町
  - 醍醐柏森町
  - 醍醐上山口町
  - 醍醐構口町
  - 醍醐三ノ切町
  - 醍醐北端山
  - 醍醐陀羅谷
  - 醍醐南端山
  - 醍醐勝口町
  - 醍醐伽藍町
  - 醍醐北伽藍町
  - 醍醐辰巳町
  - 醍醐下山口町
  - 醍醐外山街道町
  - 日野岡西町
  - 日野慈悲町
  - 日野不動講町
  - 日野畑出町
  - 日野谷寺町
  - 醍醐東合場町
  - 日野西大道町
  - 日野西風呂町
  - 日野馬場出町
  - 日野奥山
  - 日野野色町
  - 日野田頰町
  - 日野田中町
  - 日野船尾
  - 日野北川頰
  - 日野谷田町
  - 日野西川頰
  - 日野林
  - 日野南山
  - 日野北山
  - 石田大山町
  - 石田内里町
  - 石田森南町
  - 石田大受町
  - 石田森東町
  - 石田森西
  - 石田西ノ坪
  - 石田桜木
  - 石田川向

## 沿革
- 1955年（昭和30年）7月1日：京都市警察が京都府警察に統合。
- 2005年（平成17年）4月1日：東山警察署（旧・松原警察署）が管轄していた山科区の一部を管轄区域に編入。

## 内部組織
- 会計課 - 会計係

- 警務課 - 警務係、留置管理係、犯罪被害者支援係、広聴・相談係
- 生活安全課 - 生活安全係、人身安全対策係、少年係、保安係
- 地域課 - 地域第一係、地域第二係、地域第三係、地域管理係、機動警ら隊
- 刑事課 - 捜査管理係、強行犯係、知能犯係、盗犯係、鑑識係、組織犯罪対策係
- 交通課 - 交通総務係、交通指導係、交通事故捜査係
- 警備課 - 警備係

## 交番
（ ）の中は所在地。
- 石田交番（伏見区石田内里町69-4）
- 醍醐交番（伏見区醍醐新町裏町24-3）
- 小栗栖交番（伏見区小栗栖南後藤町6）
- 大塚交番（山科区大塚森町12-15）
- 花山交番（山科区北花山寺内町10-1）
- 勧修寺交番（山科区西野山中臣町22）
- 四ノ宮交番（山科区音羽草田町7-10）
- 竹鼻交番（山科区竹鼻四丁野町35-4）
- 椥辻交番（山科区大宅桟敷5）
- 百々交番（山科区西野山百々町265番地）
- 御陵交番（山科区御陵別所町12-2）
- 山科駅前交番（山科区安朱桟敷町200-2）

## 駐在所
なし

## 主な事件
- 王将社長射殺事件[1]